# 카시우 하무스
카시우 호베르투 하무스(포르투갈어: Cássio Roberto Ramos, 1987년 6월 6일 ~ )는 브라질의 축구 선수로 포지션은 골키퍼이다. 현재 캄페오나투 브라질레이루 세리이 A의 코린치앙스에서 활약하고 있다.

## 선수 경력

### 그레미우
그는 2006년 10월 26일 플루미넨시 FC전에서 프로 데뷔했다.

### PSV 에인트호번
2007년 카시우는 네덜란드의 PSV 에인트호번으로 이적했지만 기회를 잡지 못하고 다시 브라질로ㅕ 복귀했다.

### 코린치앙스
코린치앙스로 이적한 카시우는 2012년 5월 코파 리베르타도레스 16강전에서 데뷔경기를 치렀다. 이후 코린치앙스는 코파 리베르타도레스와 FIFA 클럽 월드컵 우승을 차지했고 카시우는 골든볼을 수상했다.
카시우는 2015년에 리그 베스트 11 골키퍼 부분에 선정되었다.

## 우승
- PSV 에인트호번
  - 에레디비시: 2007-08
  - 요한 크라위프 스할: 2008

- SC 코린치앙스 파울리스타
  - 코파 리베르타도레스: 2012
  - FIFA 클럽 월드컵: 2012
  - 캄페오나투 파울리스타: 2013
  - 캄페오나투 브라질레이루 세리이 A: 2015